# Dragon Quest Monsters: Joker
Dragon Quest Monsters: Joker  (ドラゴンクエストモンスターズ ジョーカー?, Doragon Kuesuto Monsutāzu Jōkā) è un JRPG pubblicato da Square Enix per Nintendo DS. Il gioco è il quarto episodio della serie Dragon Quest Monsters, spin-off della serie principale Dragon Quest. Il gioco è stato pubblicato il 28 dicembre 2006 in Giappone e il 14 marzo 2008 in Europa.

## Il gioco
Dragon Quest Monsters: Joker fu pubblicato il 28 dicembre 2006 in Giappone, il 6 novembre 2007 negli USA, e il 14 marzo 2008 in Europa.
Questo è il primo titolo della serie ad utilizzare una connessione online tramite il servizio wi-fi di Nintendo.

## Modalità di gioco
Dragon Quest Monsters: Joker è il primo gioco della serie a essere in 3D e il primo a essere sviluppato dalla TOSE. Usa l'animazione cell-shaded, e le battaglie sono simili a quelle degli altri episodi della serie: i comandi sono impartiti con un sistema a turni e vengono eseguiti in 3D.
Il protagonista è un giovane dai capelli grigi dal nome modificabile dal giocatore che sogna di diventare un famoso 'monster scout', ovvero un domatore che addomestica mostri selvaggi da usare in battaglia.
Il sistema di combattimento  è molto simile a quello degli altri giochi della serie Dragon Quest Monsters. Il giocatore schiera in battaglia un gruppo di tre mostri, i quali possono essere comandati tramite ordini diretti o fatti combattere secondo 5 impostazioni di AI predefinite. Il protagonista non agisce mai direttamente in battaglia se non quando usa gli oggetti.
In Joker non sono presenti battaglie casuali, i nemici possono essere incontrati solo mentre si viaggia per il mondo di gioco. I mostri possono essere visti, evitati e se attaccati alle spalle si ottiene un turno d'attacco senza che i nemici possano contrattaccare.
Il gioco è ambientato nell'arcipelago di Green Bay, composto da sette isole. Per viaggiare da un'isola all'altra si usa una moto d'acqua, attraverso percorsi predefiniti per ogni coppia di moli. Il protagonista può trovare durante il viaggio isole inesplorate non segnate sulla mappa, le possibilità  che questo avvenga sono casuali. Inoltre durante i viaggi tra un'isola e l'altra si possono incontrare i pirati, e il loro capitano Crow è un mostro raro.

### Multigiocatore via Wi-Fi
Il gioco è dotato di una modalitá online. Dopo che il gioco si è connesso al server, il team gi mostri del giocatore viene valutato e classificato. Allora il gioco scarica un team di mostri di un altro giocatore, il quale diventa sempre più forte dopo ogni partita. Per ogni battaglia vinta si ottiene un premio, un oggetto o un mostro, la cui raritá varia di giorno in giorno. Ogni giorno si può combattere un solo team di mostri e si ottiene un solo premio.